# The Ecstatic
The Ecstatic è il quarto album discografico in studio del rapper statunitense Mos Def, pubblicato nel giugno 2009.

## Tracce
1. Supermagic – 2:32
2. Twilite Speedball – 3:02
3. Auditorium (feat. Slick Rick) – 4:34
4. Wahid – 1:39
5. Priority – 1:22
6. Quiet Dog Bite Hard – 2:57
7. Life in Marvelous Times – 3:41
8. The Embassy – 2:45
9. No Hay Nada Mas – 1:42
10. Pistola – 3:02
11. Pretty Dancer – 3:31
12. Workers Comp. – 2:02
13. Revelations – 2:03
14. Roses (feat. Georgia Anne Muldrow) – 3:41
15. History (feat. Talib Kweli) – 2:21
16. Casa Bey – 4:32